# Savigny-en-Terre-Plaine
Savigny-en-Terre-Plaine là một xã của Pháp,tọa lạc ở tỉnh Yonne trong vùng Bourgogne. Savigny-en-Terre-Plaine nằm ở phía đông nam của Yonne. Xã giáp ranh là Côte-d'Or. Các làng thuộc xã này là Ragny, Le Montceau, và một phần của làng Chevannes. Phía cực bắc có tuyến xa lộ A6 chạy qua.

## Hành chính
| Danh sách các thị trưởng               |                             |              |      |         |
| Giai đoạn                              | Giai đoạn                   | Tên          | Đảng | Tư cách |
|                                        | tháng 3 2008 - tháng 3 2014 | Michel Farcy |      |         |
|                                        | tháng 3 2001 - tháng 3 2008 | Michel Farcy |      |         |
| Tất cả các dữ liệu trước đây không rõ. |                             |              |      |         |

## Biến động dân số
| Năm | 1962 | 1968 | 1975 | 1982 | 1990 | 1999 |
| --- | ---- | ---- | ---- | ---- | ---- | ---- |
| Dân số | 223  | 260  | 220  | 202  | 180  | 151  |
| From the year 1962 on: No double counting—residents of multiple communes (e.g. students and military personnel) are counted only once. |      |      |      |      |      |      |